# Gabriela Ybarra
Gabriela Ybarra (Vizcaya, 1983) es una escritora española. Su novela, El comensal, fue nominada al Premio Internacional Booker en 2018.

## Trayectoria
Ybarra nació en una familia políticamente activa en Vizcaya. Su abuelo, Javier Ybarra Bergé, fue alcalde de Bilbao y luchó del lado del bando sublevado durante la Guerra civil española. En 1977, fue secuestrado y asesinado por miembros del grupo separatista vasco Euskadi Ta Askatasuna.
Ybarra vive en Madrid, trabaja como analista de redes sociales y tiene un hijo.
El libro de Ybarra, The Dinner Guest, es una obra de autoficción, basada en la historia de su propia familia. Para el libro, se ha basado en el secuestro y asesinato de su abuelo en 1977, así como en la experiencia de su familia al recibir amenazas de bomba y el diagnóstico de cáncer de su madre, Ernestina Pasch. El libro se publicó en español en 2015 y fue traducido al inglés por Natasha Wimmer para su publicación en 2017.
La guionista Ángeles González-Sinde y la productora Isabel Delclaux adaptaron la obra al cine.

## Obra
- El comensal. Caballo de Troya. ISBN 9788415451556.[6]

## Reconocimientos
- 2016 - El comensal ganó el Euskadi de Literatura en España.[7]
- 2018 - El comensal fue nominada al Premio Internacional Booker.[1]